# Bahnstrecke Airasca–Saluzzo
| |                      |                                |                                |
| Streckenlänge: | 36 km                |                                |                                |
| Spurweite: | 1435 mm (Normalspur) |                                |                                |
| |                      |                                |                                |
| \| \| \| von Turin \| \| \| \| 0,000 \| Airasca \| Airasca \| \| \| \| nach Torre Pellice \| \| \| \| 4,488 \| Scalenghe \| Scalenghe \| \| \| 7,581 \| Cercenasco \| Cercenasco \| \| \| 10,010 \| Vigone \| Vigone \| \| \| 13,339 \| Pellice \| Pellice \| \| \| 16,282 \| Villafranca Piemonte \| Villafranca Piemonte \| \| \| 17,096 \| Po \| Po \| \| \| 19,266 0,000 \| Moretta \| Moretta \| \| \| \| nach Cavallermaggiore bis 1961 \| \| \| \| \| Anschlussgleis Milanesio \| \| \| \| 2,886 \| Torre San Giorgio \| Torre San Giorgio \| \| \| 7,694 \| Cervignasco \| Cervignasco \| \| \| \| von Savigliano \| \| \| \| 13,828 \| Saluzzo \| Saluzzo \| \| \| \| nach Cuneo \| \| |                      |                                |                                |
| Strecke |                      | von Turin                      | von Turin                      |
| Bahnhof | 0,000                | Airasca                        | Airasca                        |
| Abzweig ehemals geradeaus und nach rechts |                      | nach Torre Pellice             | nach Torre Pellice             |
| Bahnhof (Strecke außer Betrieb) | 4,488                | Scalenghe                      | Scalenghe                      |
| Haltepunkt / Haltestelle (Strecke außer Betrieb) | 7,581                | Cercenasco                     | Cercenasco                     |
| Bahnhof (Strecke außer Betrieb) | 10,010               | Vigone                         | Vigone                         |
| Brücke über Wasserlauf (Strecke außer Betrieb) | 13,339               | Pellice                        | Pellice                        |
| Bahnhof (Strecke außer Betrieb) | 16,282               | Villafranca Piemonte           | Villafranca Piemonte           |
| Brücke über Wasserlauf (Strecke außer Betrieb) | 17,096               | Po                             | Po                             |
| Bahnhof (Strecke außer Betrieb) | 19,266 0,000         | Moretta                        | Moretta                        |
| Abzweig geradeaus und nach links (Strecke außer Betrieb) |                      | nach Cavallermaggiore bis 1961 | nach Cavallermaggiore bis 1961 |
| Abzweig geradeaus und nach links |                      | Anschlussgleis Milanesio       | Anschlussgleis Milanesio       |
| ehemaliger Haltepunkt / Haltestelle | 2,886                | Torre San Giorgio              | Torre San Giorgio              |
| ehemaliger Bahnhof | 7,694                | Cervignasco                    | Cervignasco                    |
| Abzweig geradeaus und von links |                      | von Savigliano                 | von Savigliano                 |
| Bahnhof | 13,828               | Saluzzo                        | Saluzzo                        |
| Strecke |                      | nach Cuneo                     | nach Cuneo                     |

Die Bahnstrecke Airasca–Saluzzo war eine italienische Nebenbahn in der Region Piemont.

## Geschichte
Der Bau einer Bahnstrecke von Airasca über Moretta nach Cavallermaggiore wurde 1879 durch das Gesetz Nr. 5002 (Legge Baccarini) genehmigt. Später wurde auch der Bau einer Zweigstrecke von Moretta nach Saluzzo erlaubt.
Die Strecke zwischen Airasca und Saluzzo wurde 1884–1885 eröffnet. Der Abschnitt Moretta–Cavallermaggiore wurde zur Zweigstrecke.
Die Bahnstrecke Airasca–Saluzzo wurde von Lokalzügen befahren. Schon 1959 wurde eine Stilllegung der wenig rentablen Strecke vorgeschlagen. Die Strecke blieb allerdings in Betrieb bis zum sogenannten „Decreto Signorile“, gültig ab 1. Januar 1986, weshalb viele italienische Nebenbahnen stillgelegt wurden. Noch bis 1978 wurde die Strecke von Dampflokomotiven der Baureihe 880 bedient, weil der Zustand der Strecke so schlecht war, dass sie nicht von den schwereren Diesellokomotiven befahren werden konnte.
Der Abschnitt zwischen Airasca und Moretta wurde Ende der 1990er Jahre abgebaut; der südliche Abschnitt bis Saluzzo ist erhalten geblieben und wird noch heute als Anschlussgleis zu den Milanesio-Werken benutzt.